# Homapatak

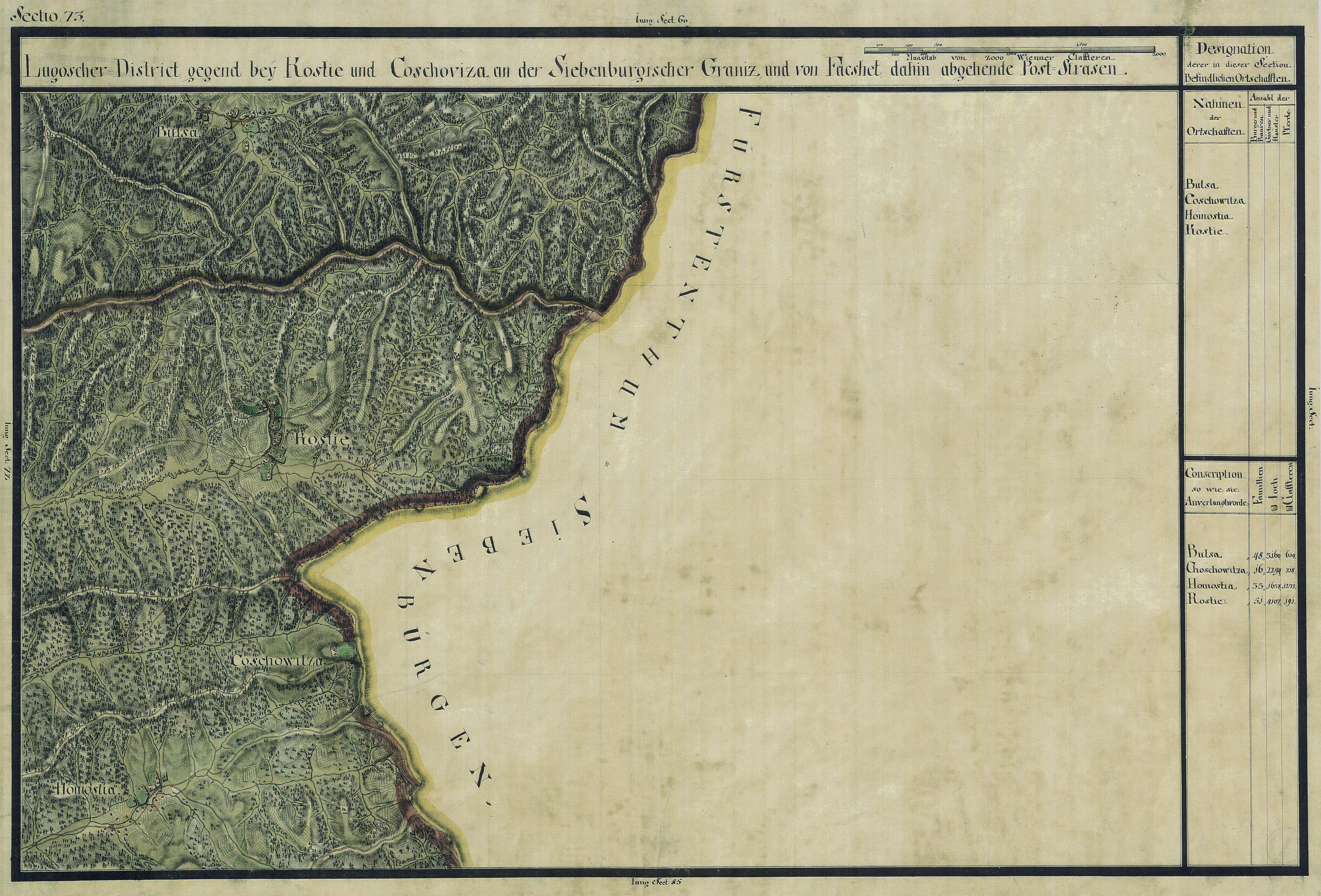
Homapatak egy régi térképen

Homapatak románul: Homojdia, falu Romániában, a Bánságban, Temes megyében.

## Fekvése
Facsádtól keletre fekvő település.

## Története
Homapatak nevét 1514-1516 között említette először oklevél Homosthya néven. 1596-ban Homostia, 1785-ben Homichie, 1808-ban Homosdia, 1913-ban Homapatak néven írták.
1851-ben Fényes Elek írta a településről: „Krassó vármegyében, 201 óhitű lakossal, s anyatemplommal.”
A trianoni békeszerződés előtt Krassó-Szörény vármegye Facsádi járásához tartozott.
1910-ben 370 román lakosa volt, melyből 369 görög keleti ortodox volt.

## Nevezetességek
1782–1804 között épült ortodox fatemploma a romániai műemlékek jegyzékében a TM-II-m-B-06240 sorszámon szerepel.